# Kettershausen

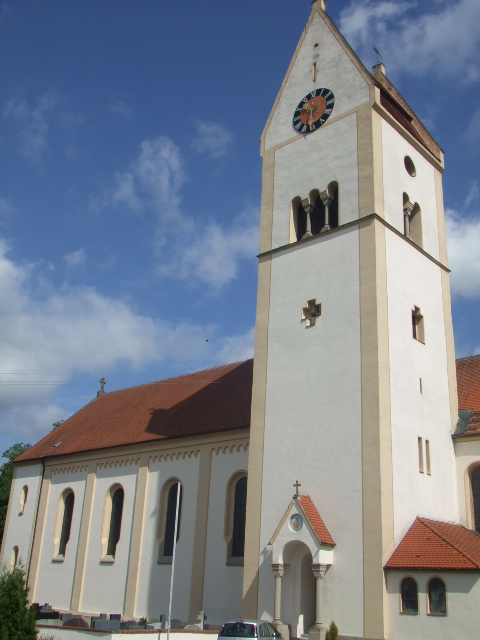
Pfarrkirche St. Michael

Kettershausen ist eine Gemeinde im schwäbischen Landkreis Unterallgäu. In der Gemeinde befinden sich der tiefst gelegene und der nördlichste Punkt im Landkreis Unterallgäu.

## Geografie
Das Dorf liegt circa 35 Kilometer südöstlich von Ulm und 25 Kilometer nördlich von Memmingen in der Region Donau-Iller in Mittelschwaben. Das Gemeindegebiet besteht zum größten Teil aus freier Flur, im Westen umfasst es Teile des Oberrother Waldes. In Süd-Nord-Richtung fließt die Günz hindurch. Der Ort Kettershausen ist mit dem südlich gelegenen Ortsteil Bebenhausen seit mindestens dem 19. Jahrhundert baulich verbunden. Die Bundesstraße 300 durchquert das Gemeindegebiet und den Hauptort.

### Gemeindeteile
Die Gemeinde hat 7 Gemeindeteile (ehemalige Gemeinden mit ihren damaligen Gemeindeteilen):
- das Kirchdorf Bebenhausen
- das Pfarrdorf Kettershausen
- das Pfarrdorf Mohrenhausen
- das Pfarrdorf Tafertshofen mit dem Dorf Flüssen und der Einöde Gangwalden
- das Pfarrdorf Zaiertshofen

Die Gemarkungen entsprechen den Flächen der ehemaligen Gemeinden.

## Geschichte

### Bis zur Gemeindegründung
Kettershausen wurde erstmals 1162 urkundlich erwähnt. Als Besitzer der Orte des heutigen Gemeindegebietes ist seit dem späten Mittelalter vor allem das Stift Roggenburg nachweisbar. Im 15. und 16. Jahrhundert spielten auch die Herren von Freyberg und das Zisterzienserkloster Stams in Tirol eine bedeutende Rolle in der Geschichte der Gemeinde. Ab dem 16. Jahrhundert erwarben die Fürsten Fugger-Babenhausen den Großteil des Gemeindegebietes. 
Von 1556 bis 1806 war Kettershausen Sitz eines Oberen und Unteren Gerichts der gleichnamigen Herrschaft der Fugger, die ab 1803 zusammen mit Babenhausen ein Reichsfürstentum war. Mit der Rheinbundakte 1806 kam der Ort zum Königreich Bayern. Im Jahr 1818 entstand die politische Gemeinde.

### Gebietsreform der 1970er
Bis zur Gebietsreform in Bayern gehörte die Gemeinde zum Landkreis Illertissen. Am 1. Juli 1972 kam sie zum neu gebildeten Illerkreis, dessen Name am 1973 in Landkreis Neu-Ulm geändert wurde. 1978 wurde Kettershausen in den Landkreis Unterallgäu umgegliedert.
Am 1. Januar 1972 wurden die Gemeinden Mohrenhausen, Zaiertshofen und Tafertshofen eingemeindet, Bebenhausen folgte am 1. Mai 1978.

### Einwohnerentwicklung
| Jahr      | 1961 | 1970 | 1987 | 1991 | 1995 | 2000 | 2005 | 2010 | 2015 | 2020 |
| --------- | ---- | ---- | ---- | ---- | ---- | ---- | ---- | ---- | ---- | ---- |
| Einwohner | 1724 | 1695 | 1621 | 1693 | 1716 | 1746 | 1747 | 1742 | 1745 | 1803 |

Zwischen 1988 und 2018 wuchs die Gemeinde von 1596 auf 1728 um 132 Einwohner bzw. um 8,3 %.

## Politik

### Bürgermeister
Erster Bürgermeister ist seit 1. Mai 2020 Markus Koneberg (Freie Wählergemeinschaft); dieser wurde mit 88,9 % der Stimmen gewählt. Seine Vorgängerin war von Mai 2014 bis April 2020 Susanne Schewetzky (* 1977), die sich nicht um die Wiederwahl bewarb.

### Gemeinderat
Bei der Kommunalwahl am 15. März 2020 erreichte die Freie Wählergemeinschaft Kettershausen zehn Sitze (83,4 %) und die Freie Wählervereinigung Tafertshofen zwei Sitze (16,6 %). Die Sitzverteilung blieb damit unverändert wie in der vorausgehenden Amtszeit von 2014 bis 2020.

### Wappen
| Wappen Gemeinde Kettershausen | Blasonierung: „Unter blauem Schildhaupt, darin nebeneinander drei goldene Kugeln, in Silber eine eingeschweifte blaue Spitze, darin eine goldene heraldische Lilie, beseitet rechts von der roten Krümme eines Abtstabes, links von einer roten Roggenähre.“ |
| Wappen Gemeinde Kettershausen | Wappenbegründung: Das Wappen verbindet die Wappen der ehemaligen Besitzer, das der Familie Freyberg (drei goldene Kugeln auf blauem Grund) mit dem als Hinweis auf das Kloster Stams zu verstehenden Abtstab und der Roggenähre aus dem Roggenburger Stiftswappen. Die goldene heraldische Lilie im blauen Feld ist dem Wappen der Fugger von Babenhausen entnommen. Der Entwurf des Wappens stammt von Pfarrer Johann Zahner aus Kettershausen und die Gestaltung übernahm der Tutzinger Peter Ziller. Es wurde am 7. Juni 1982 durch Bescheid der Regierung von Schwaben genehmigt. |

### Flagge
Die Flagge ist rot-gelb-blau gestreift mit aufgelegtem Gemeindewappen.

## Verwaltung
Die Gemeinde ist Mitglied der Verwaltungsgemeinschaft Babenhausen.

## Kultur und Sehenswürdigkeiten
- Katholische Pfarrkirche St. Michael mit einheitlicher, gut erhaltener neuromanischer Ausstattung des 19. Jahrhunderts
- Keltenschanze, etwa zwei Kilometer nordwestlich an der Straße nach Unterroth

## Wirtschaft und Infrastruktur

### Wirtschaft einschließlich Land- und Forstwirtschaft
Im Jahr 2021 gab es nach der amtlichen Statistik im produzierenden Gewerbe 4 und im Bereich Handel und Verkehr 58 sozialversicherungspflichtig Beschäftigte am Arbeitsort. In sonstigen Wirtschaftsbereichen waren am Arbeitsort 58 Personen sozialversicherungspflichtig beschäftigt. Sozialversicherungspflichtig Beschäftigte am Wohnort gab es 848. Im verarbeitenden Gewerbe gab es keine, im Bauhauptgewerbe drei Betriebe. Zudem bestanden im Jahr 2020 45 landwirtschaftliche Betriebe mit einer landwirtschaftlich genutzten Fläche von 1419 Hektar, davon waren 922 Ackerfläche und 497 Dauergrünfläche.

### Bildung
Im Jahr 2022 gab es folgende Einrichtungen:
- 1 Kindertageseinrichtung: 105 Betreuungsplätze mit 80 Kindern
- 1 Volksschule: vier Lehrkräfte und 68 Schülerinnen und Schüler

## Persönlichkeiten
- Sixtus Bachmann (1754–1825), Barockkomponist, Prämonstratenser. Geboren in Kettershausen. Nach ihm ist die Sixtus-Bachmann-Straße in Kettershausen benannt.
- Balthasar Gossner (1877–1937), Mineraloge und Kristallograph, geboren in Zaiertshofen
- Anton Ganz (1899–1973), SS-Hauptsturmführer

## Bilder

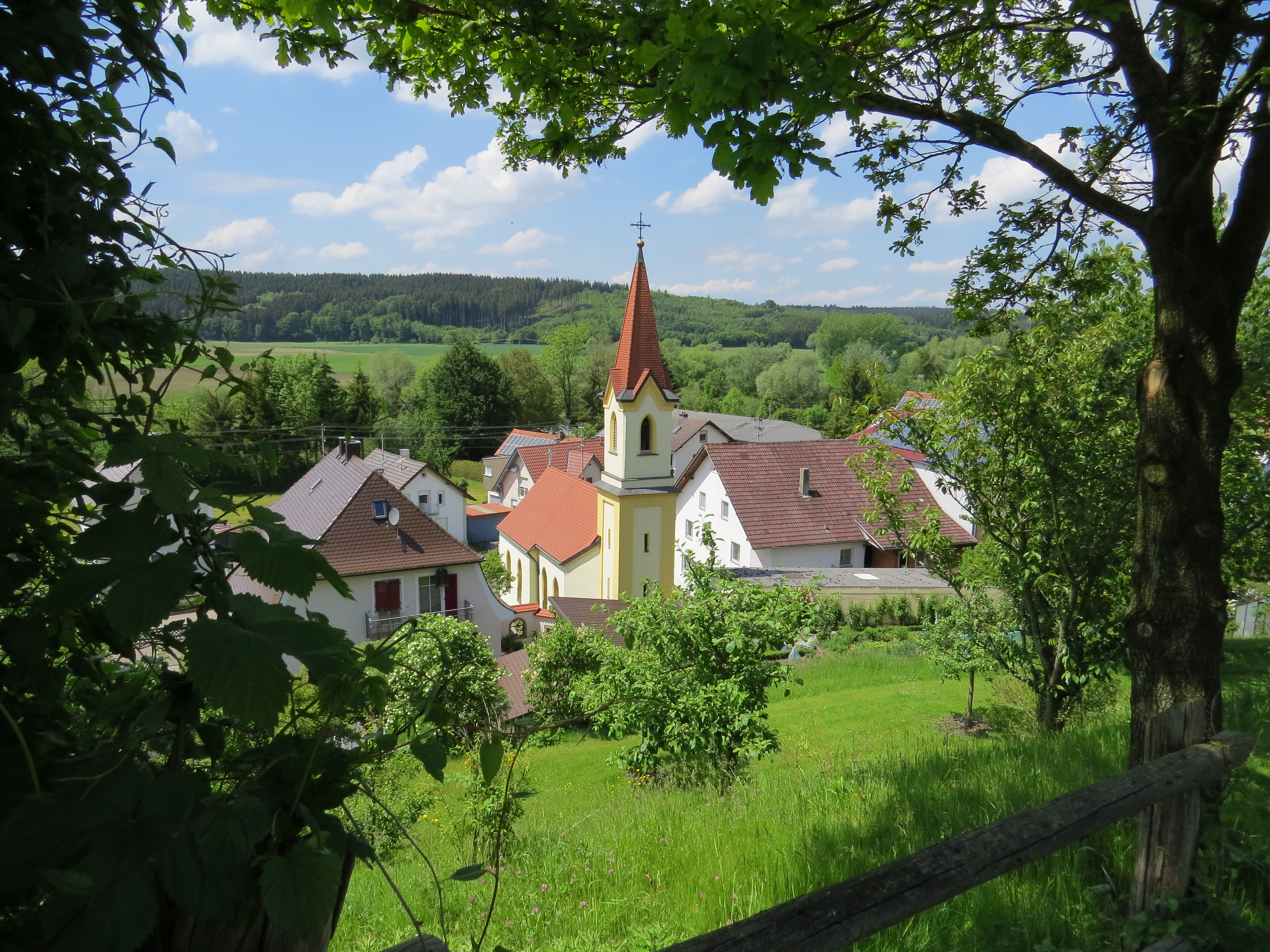
Bebenhausen
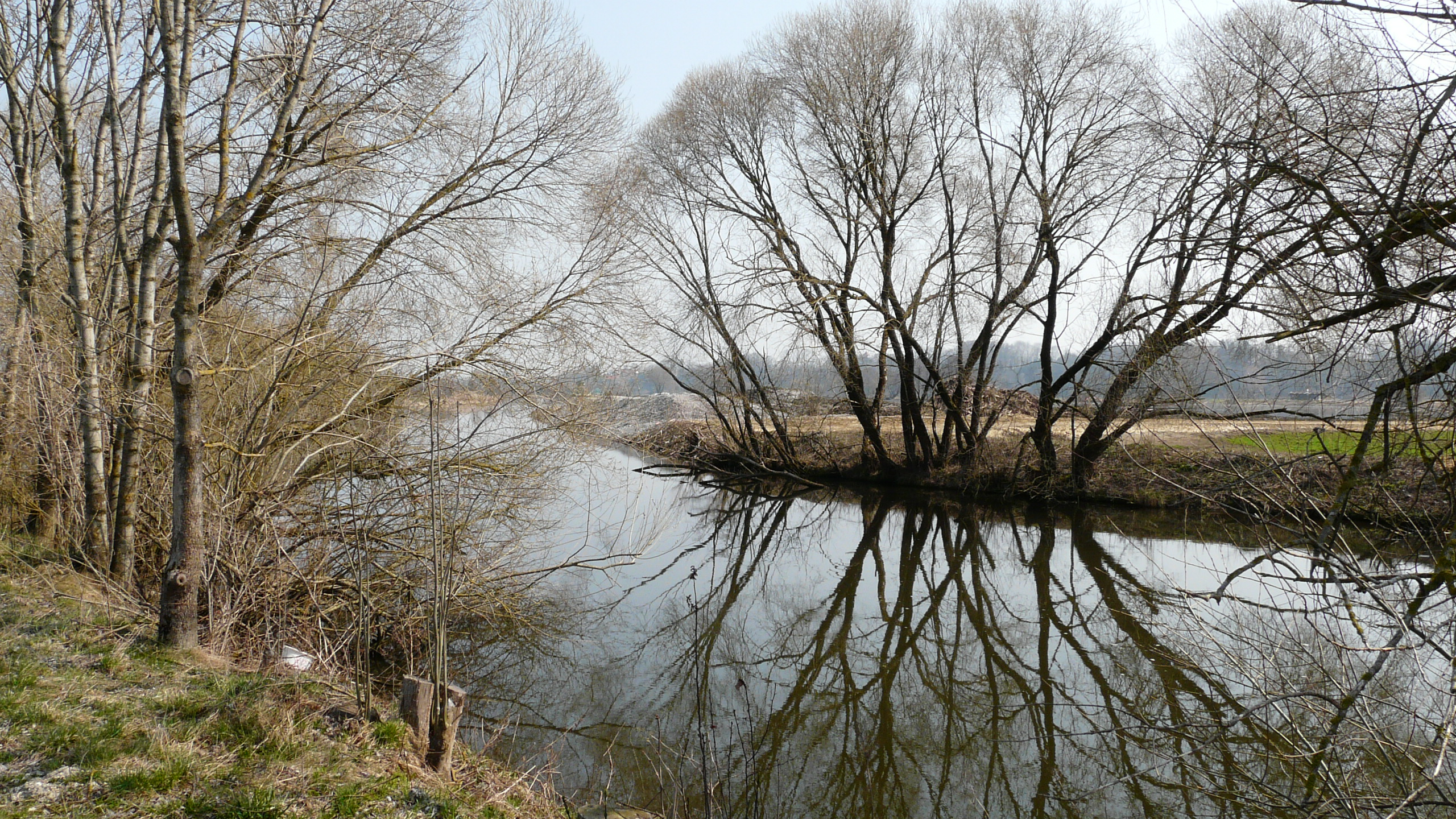
Günzstausee bei Kettershausen
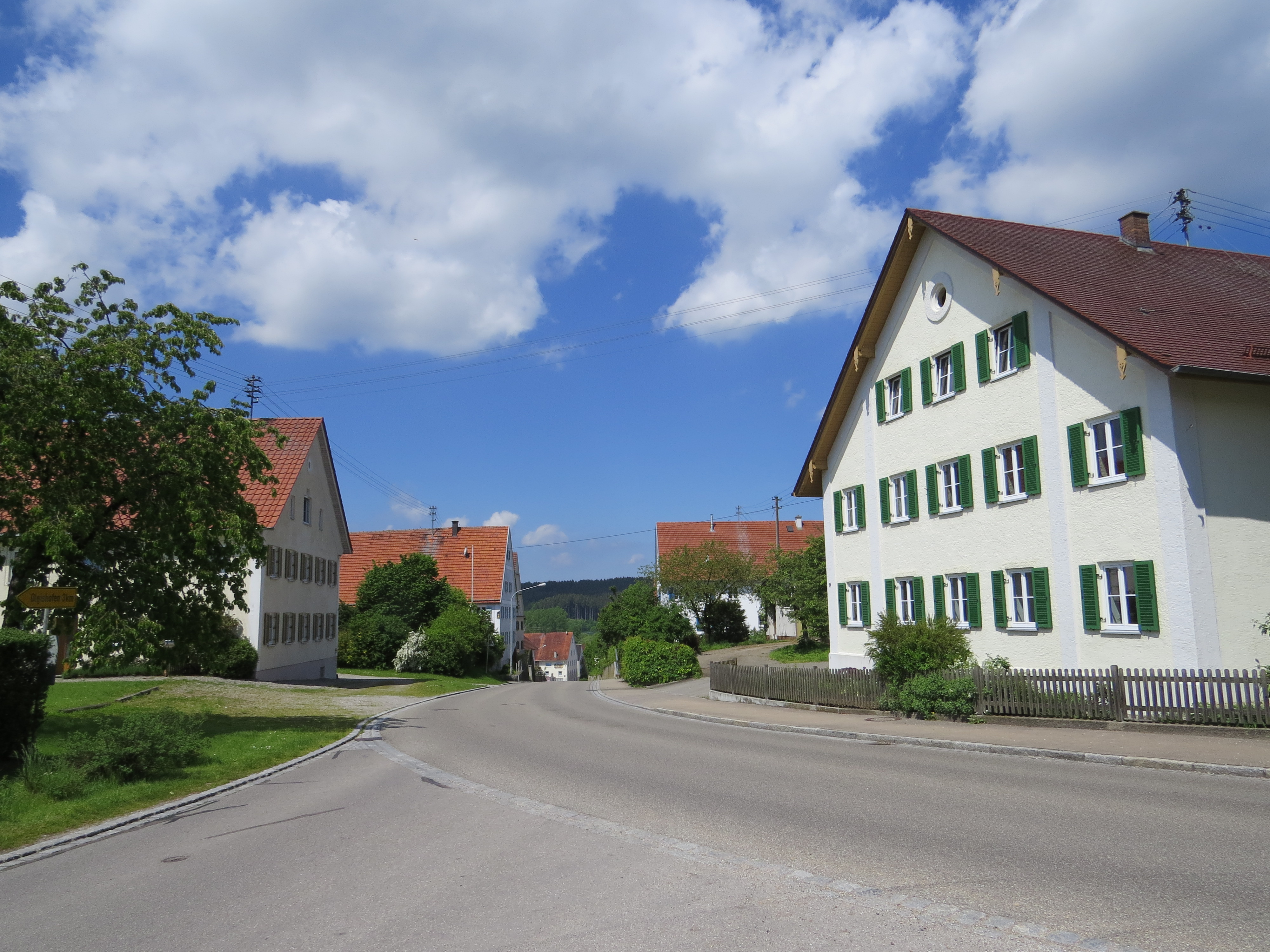
Hauptstr. in Kettershausen
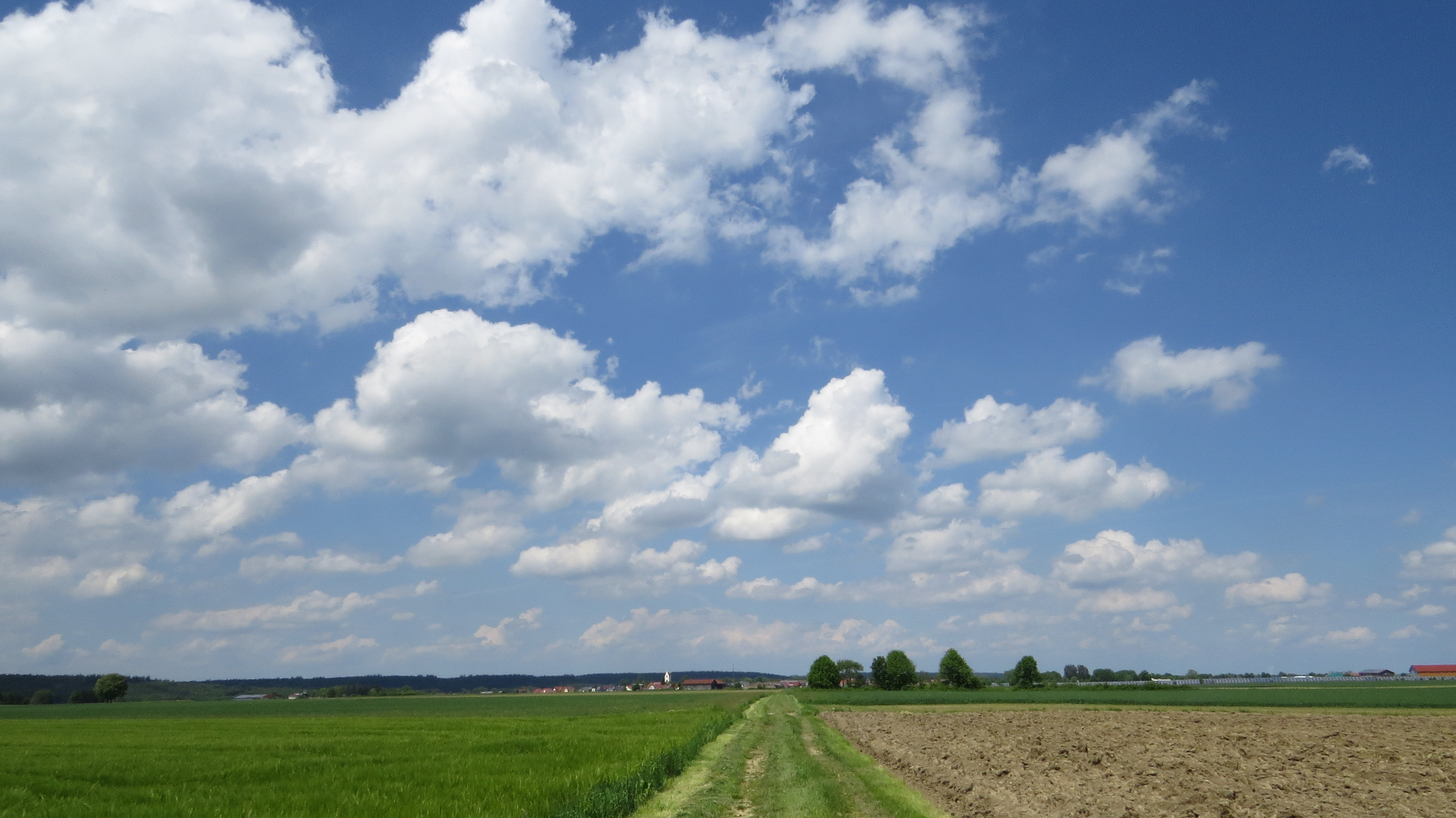
Kettershausen von Süden
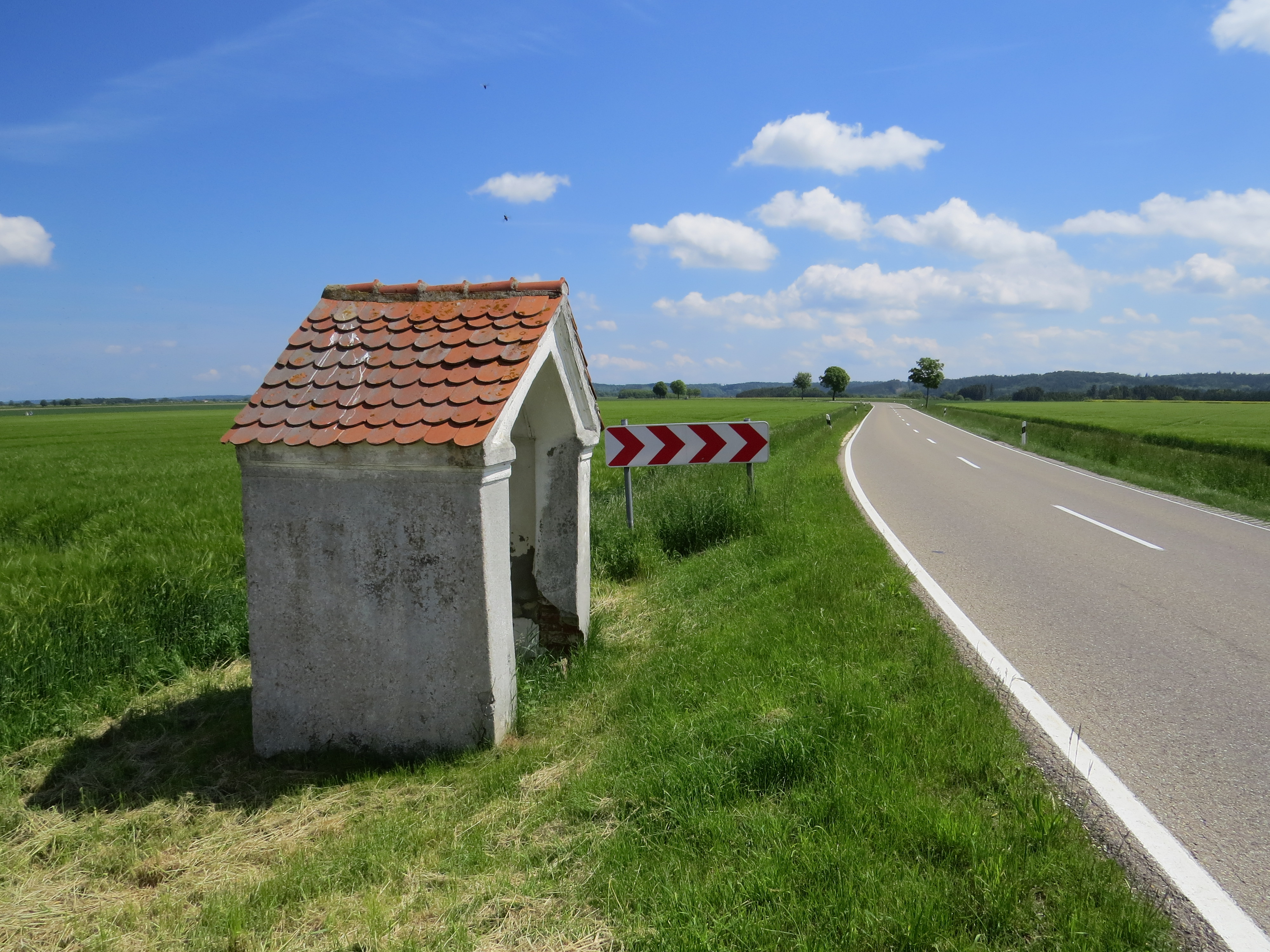
Marienkapelle an der B 300 bei Kettershausen
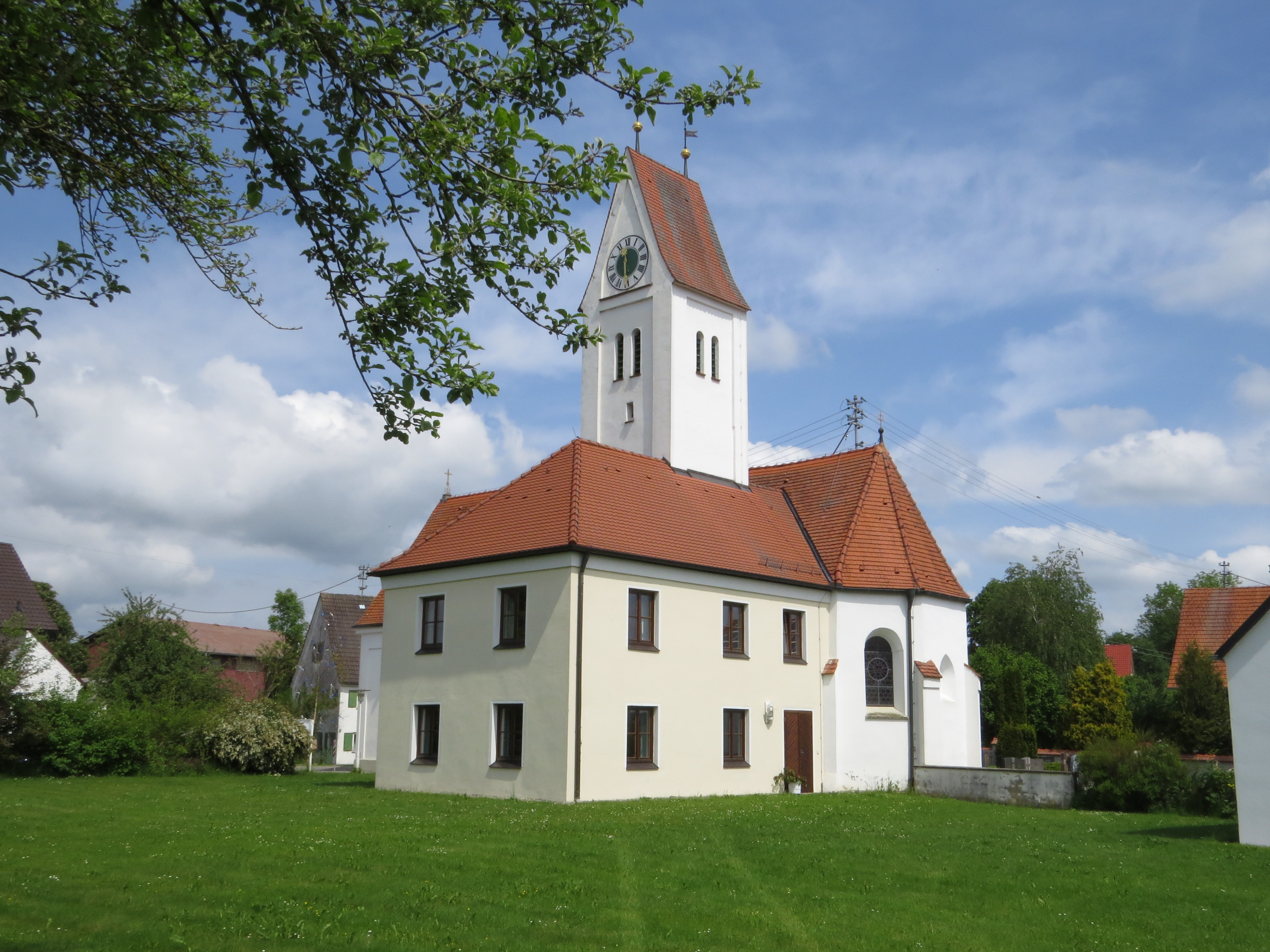
Mohrenhausen
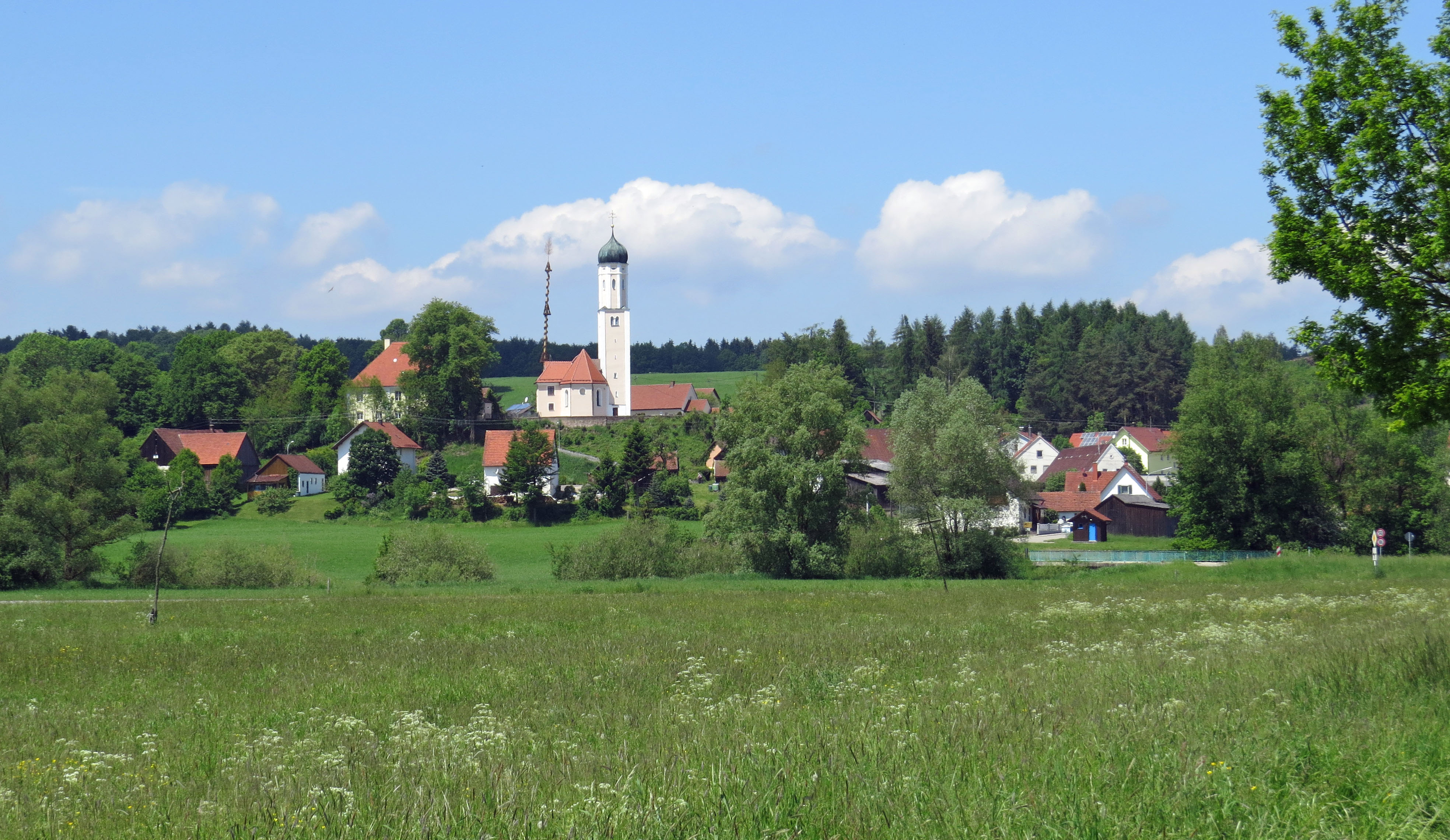
Tafertshofen von Osten
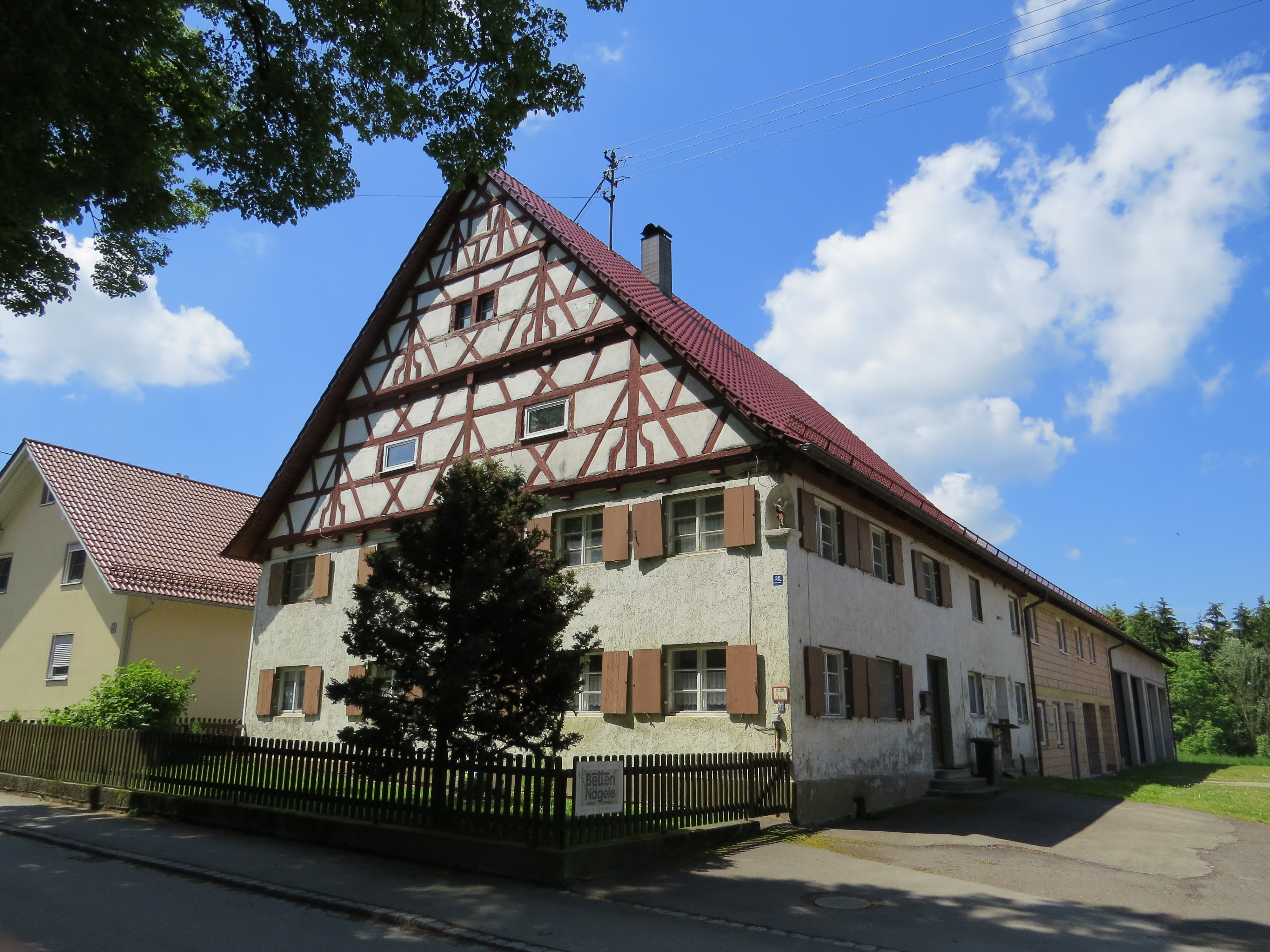
Zaiertshofen